# Helicella striatitala
Helicella striatitala é uma espécie de gastrópode  da família Hygromiidae.
É endémica de Espanha.